# Медведево (Кашинский район)
Медведево — деревня в Кашинском городском округе Тверской области.

## География
Находится в юго-восточной части Тверской области на расстоянии приблизительно 3 км на восток-юго-восток по прямой от города Кашин. Расположена на правом берегу речки Вонжа.

## История
Деревня была показана ещё на карте 1825 года. В 1859 году здесь (деревня Кашинского уезда) было учтено 7 дворов. До 2018 года входила в состав ныне упразднённого Фарафоновского сельского поселения.

## Население
Численность населения: 76 человек (1859 год), 0 в 2002 году, 14 в 2010.